# دنیز گاف
دنیز گاف (انگلیسی: Denise Gough؛ زادهٔ ۲۸ فوریه ۱۹۸۰) بازیگر ایرلندی است. او در تلویزیون بیشتر به خاطر نقش‌هایش در درام جنایی شبکه بی‌بی‌سی دو به نام پائولا (۲۰۱۷)، مینی‌سریال شبکه آی‌تی‌وی به نام بیش از حد نزدیک (۲۰۲۱) و سریال دیزنی پلاس به نام اندور (۲۰۲۲–۲۰۲۵) شناخته شده است. از فیلم‌های او می‌توان به کولت (۲۰۱۸)، بره دیگر (۲۰۱۹)، دوشنبه (۲۰۲۰) و جاده شهدا (۲۰۲۱) اشاره کرد. او جوایز متعددی از جمله دو جایزه لارنس اولیویه دریافت کرده و همچنین نامزد دریافت جایزه تونی و جایزه آکادمی تلویزیون بریتانیا شده است.

## اوایل زندگی
گاف در ۲۸ فوریه ۱۹۸۰ زاده شد. او در وکس فورد به دنیا آمد و در انیس، شهرستان کلر، به عنوان دختر یک برق‌کار بزرگ شد و هفتمین فرزند از یازده خواهر و برادر است. یکی از خواهران کوچکترش، کلی گاف، بازیگر است. گاف در خانواده‌ای کاتولیک پرورش یافت.
او به عنوان خواننده سوپرانو آموزش دید و در ۱۵ سالگی همراه با دوست‌پسرش از ایرلند به لندن رفت، اما مدتی بی‌خانمان شد. گاف برای فراموش کردن تجربه‌های تلخ خود، از جمله گرومینگ شدن از ۱۳ سالگی و تجربهٔ تجاوز جنسی دو بار در ۱۴ سالگی توسط مردی «در دهه ۲۰ زندگی‌اش»، به مصرف الکل و مواد مخدر روی آورد. او بعدها اظهار کرد که در آن زمان فکر می‌کرد این عشق است، اما حالا می‌داند که سوءاستفاده از کودک بوده است.
گاف در ۱۸ سالگی بورسیه‌ای برای تحصیل در آکادمی هنرهای زنده و ضبط‌شده (ALRA) در واندزورث دریافت کرد و در سال ۲۰۰۳ از این آکادمی فارغ‌التحصیل شد.